# Elkhart County
Elkhart County är ett county i delstaten Indiana, USA, med 197 559 invånare. Den administrativa huvudorten (county seat) är Goshen.

## Geografi
Enligt United States Census Bureau har countyt en total area på 1 212 km². 1 202 km² av den arean är land och 10 km² är vatten.

### Angränsande countyn
- St. Joseph County, Michigan - nordost
- Lagrange County - öst
- Noble County - sydost
- Kosciusko County - syd
- Marshall County - sydväst
- St. Joseph County - väst
- Cass County, Michigan - nordväst

### Orter
- Bristol
- Elkhart
- Goshen (huvudort)
- Millersburg
- Nappanee (delvis i Kosciusko County)